# Développement web frontal
Pour les articles homonymes, voir front-end.
 (décembre 2017).
Si vous disposez d'ouvrages ou d'articles de référence ou si vous connaissez des sites web de qualité traitant du thème abordé ici, merci de compléter l'article en donnant les références utiles à sa vérifiabilité et en les liant à la section « Notes et références ».

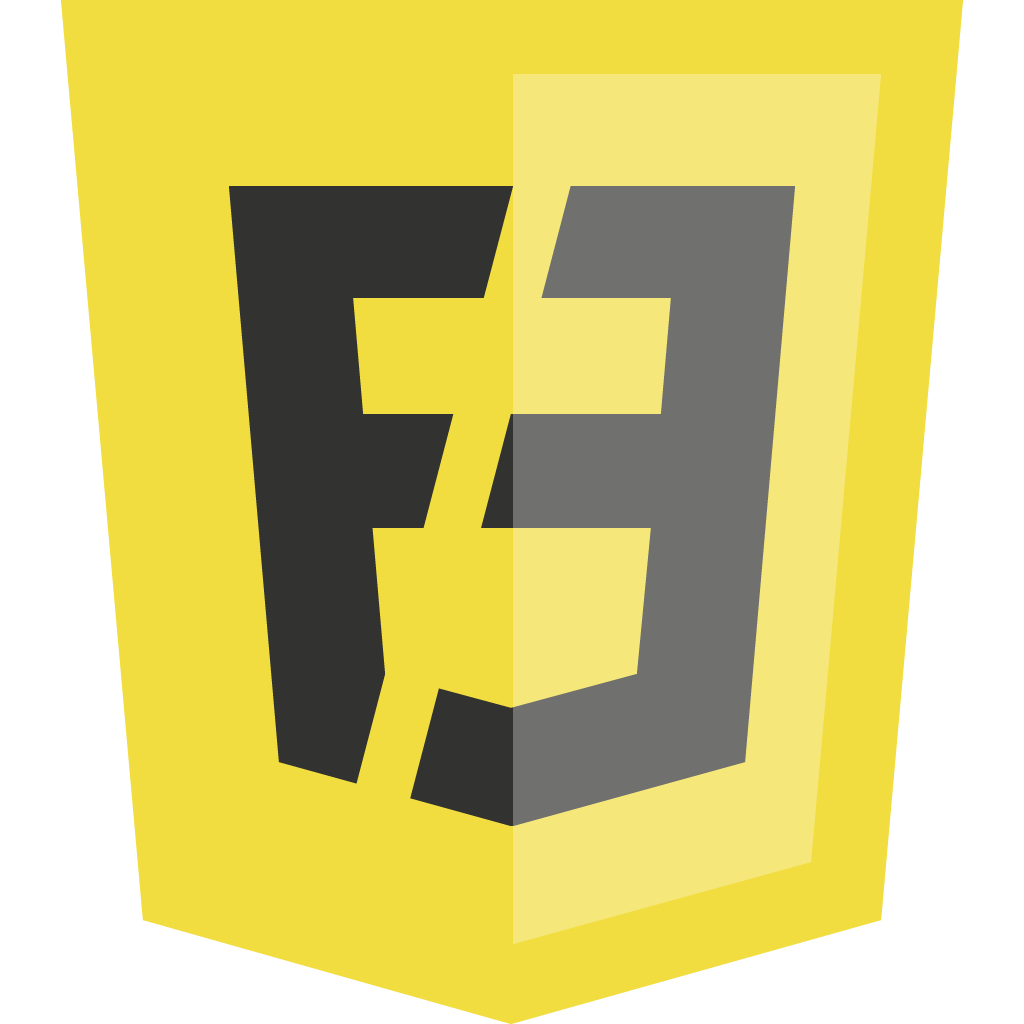
Logo du développement web frontal

Le développement web frontal (aussi appelé front-end en anglais) correspond aux productions HTML, CSS et JavaScript d’une page internet ou d’une application qu’un utilisateur peut voir et avec lesquelles il peut interagir directement.
Le principal défi du développement web frontal est de toujours s'adapter aux dernières évolutions ; les outils et les techniques de développement étant en évolution constante.
La conception des sites internet doit également être capable d’offrir une bonne ergonomie de lecture en facilitant la navigation et l’obtention d’information. Cet objectif est d’autant plus compliqué que les appareils ont des formats et tailles variés. Le développeur doit donc s’assurer que le site internet apparait correctement sur l’ensemble des navigateurs Web et des appareils disponibles.

## Le rôle de l'HTML
HTML signifie HyperText Markup Language. Il décrit le contenu et définit la structure dans une page Web.
- « Hypertext » signifie que les documents sur le web ne sont pas destinés à être utilisés de façon linéaire, mais plutôt à être reliés à d'autres documents. Le développeur doit donc également comprendre l’architecture de l’information et les relations entre les différentes pages du site
- « Markup » signifie balise. Elle définit le rôle que chaque élément de contenu aura et génère également le Document Object Model ou DOM qui décrit la structure de la page [1]

## Le rôle duCSS
CSS signifie Cascading Style Sheets (feuilles de style en cascade) et, comme l'HTML, il est composé de deux parties.
- Premièrement, CSS consiste à définir un ensemble de règles pour traduire le DOM dans une forme visuelle.
- La deuxième partie est les règles de style en cascade. Ce sont un ensemble de règles qui décrivent la priorité avec laquelle les styles sont rendus sur une page[1].

## Le rôle deJavaScript
JavaScript sert à contrôler les données saisies dans des formulaires HTML, ou à interagir avec le document HTML via l'interface Document Object Model ou DOM, fournie par le navigateur.